# Windows Live Writer
Windows Live Writer foi um programa de computador filiado ao grupo de aplicações Windows Live desenvolvido pela Microsoft. Sua principal função é fornecer uma interface simples para escrever e publicar postagens em blogs. Está disponível para Windows com compatibilidade ao framework .NET.
Ao iniciar o programa pela primeira vez, ele exibia um assistente para que seja inserido um blog para publicação através do Writer. Existem duas possibilidades básicas: utilizando Windows Live Spaces ou utilizando em qualquer outro serviço de blog. Escolhendo a segunda opções, o programa pedia informações como endereço da página, nome de usuário e senha e, caso reconheça o sistema como compatível, levava o usuário direto à tela para escrever postagens. A sua última versão foi lançada em 2014 e foi completamente descontinuado em janeiro de 2017.

## Sistemas de blog compatíveis
- Windows Live Spaces
- Blogger
- LiveJournal
- TypePad
- Wordpress
- MetaWeblog
- Movable Type
- Todos os blogs com suporte à RSD

## Recursos
- Possibilidade de formatar textos com os recursos avançados de um editor de textos.
- Quatro modos de exibição:
  - Normal: Somente conteúdo do post.
  - Web layout: Visual apenas da parte do blog onde será publicado o post.
  - Web preview: Apenas visualização. Exibe o post inserido no blog.
  - HTML code: Código html apenas do post.
- Efeitos básicos de edição de imagem.
- Publicação direta no servidor do blog.
- Recursos recentes de postagem em blogs tags
- Possibilidade de adição de mapas do Windows Live Local

## Ver Também
Windows Live Essentials